# Велько, Евгений Александрович
Евгений Александрович Велько (бел. Яўген Аляксандравіч Вялько; род. 23 февраля 1997, Дятловичи, Брестская область) — белорусский футболист, защитник.

## Клубная карьера
Некоторое время играл за молодёжную команду микашевичского «Гранита», а позже перешел в структуру минского «Динамо». В 2013 году начал играть за столичную команду и вскоре стал её членом.
В 2016 году стал привлекаться к основному составу «Динамо», но так и не сыграл за него. В марте 2017 года был отдан в аренду в клуб «Луч». В минской команде он стал игроком основы и по итогам сезона помог команде выйти в Высшую лигу.
В январе 2018 года после возвращения из аренды тренировался с основным составом «Динамо», но вскоре вернулся в «Луч», а в марте аренда была продлена ещё на сезон. Дебютировал в Высшей лиге 21 апреля 2018 года в матче против «Слуцка» (0:3), выйдя на замену на 41-й минуте. В августе 2018 года перешел к «Лучу» на постоянной основе. Во второй половине сезона 2018 зарекомендовал себя как игрока основного состава.
В начале 2019 года в связи с переездом «Луча» в Могилев и объединением с местным «Днепром» стал игроком объединённой команды, которая получила название «Дняпро». Сезон 2019 он начал в стартовом составе, но в мае получил травму и вернулся на поле только в октябре, став игроком запаса.
В январе 2020 года подписал соглашение со «Слуцком». В январе 2021 года продлил контракт с клубом.

## Карьера за сборную
Выступал за сборные Беларуси до 17 и до 19 лет в отборочных раундах чемпионатов Европы.
26 марта 2017 года дебютировал в составе молодёжной сборной Беларуси, выйдя на замену во втором тайме в товарищеской игре против Латвии (3:4).

## Статистика
| Сезон | Дивизион | Клуб           | Страна        | Матчи | Голы |
| ----- | -------- | -------------- | ------------- | ----- | ---- |
| 2013  | дубль    | Динамо (Минск) | Флаг Беларуси | 2     | 0    |
| 2014  | дубль    | Динамо (Минск) | Флаг Беларуси | 18    | 0    |
| 2015  | дубль    | Динамо (Минск) | Флаг Беларуси | 20    | 3    |
| 2016  | дубль    | Динамо (Минск) | Флаг Беларуси | 23    | 2    |
| 2017  | Д2       | Луч (Минск)    | Флаг Беларуси | 25    | 2    |
| 2018  | Д1       | Луч (Минск)    | Флаг Беларуси | 20    | 2    |
| 2019  | Д1       | Дняпро         | Флаг Беларуси | 16    | 0    |
| 2020  | Д1       | Слуцк          | Флаг Беларуси | 19    | 0    |

## Достижения
- Чемпион Первой лиги Беларуси: 2017